# FC Sion
Football Club de Sion, thường được gọi đơn giản là FC Sion hoặc Sion, là một đội bóng đá Thụy Sĩ đến từ thành phố Sion (phát âm [sjɔ̃]). Câu lạc bộ được thành lập vào năm 1909, và chơi các trận đấu trên sân nhà của họ tại Stade Tourbillon.

## Cầu thủ

### Đội hình hiện tại
Tính đến 13 tháng 6 năm 2023
Ghi chú: Quốc kỳ chỉ đội tuyển quốc gia được xác định rõ trong điều lệ tư cách FIFA. Các cầu thủ có thể giữ hơn một quốc tịch ngoài FIFA.
| Số | VT | Quốc gia    | Cầu thủ                           |
| -- | -- | ----------- | --------------------------------- |
| 1  | TM | Áo          | Heinz Lindner                     |
| 2  | HV | Thụy Sĩ     | Joël Schmied                      |
| 3  | HV | Thụy Sĩ     | Reto Ziegler                      |
| 7  | TV | Thụy Sĩ     | Luca Zuffi                        |
| 8  | TV | Brasil      | Batata                            |
| 9  | TĐ | Pháp        | Ilyas Chouaref                    |
| 10 | TV | Pháp        | Wylan Cyprien (cho mượn từ Parma) |
| 11 | TĐ | Thụy Sĩ     | Gaëtan Karlen                     |
| 12 | TM | Hy Lạp      | Alexandros Safarikas              |
| 13 | TĐ | Bờ Biển Ngà | Giovanni Sio                      |
| 14 | TV | Thụy Sĩ     | Anto Grgić                        |
| 15 | TV | Tây Ban Nha | José Aguilar                      |
| 18 | TM | Thụy Sĩ     | Kevin Fickentscher                |

| Số | VT | Quốc gia     | Cầu thủ            |
| -- | -- | ------------ | ------------------ |
| 19 | HV | Thụy Sĩ      | Numa Lavanchy      |
| 21 | HV | Thụy Sĩ      | Dennis Iapichino   |
| 22 | TV | Pháp         | Denis-Will Poha    |
| 27 | TĐ | Burkina Faso | Abdel Zagré        |
| 29 | TĐ | Kosovo       | Kevin Halabaku     |
| 33 | TV | Thụy Sĩ      | Kevin Bua          |
| 39 | HV | Guadeloupe   | Nathanaël Saintini |
| 45 | TĐ | Ý            | Mario Balotelli    |
| 71 | HV | Thụy Sĩ      | Gilles Richard     |
| 76 | TĐ | Brasil       | Itaitinga          |
| 90 | HV | Thụy Sĩ      | François Moubandje |
| 97 | HV | Guadeloupe   | Dimitri Cavaré     |